# Fabian Schär
Fabian Schär (Wil, 20 de dezembro de 1991) é um futebolista suíço que atua como zagueiro. Atualmente, joga pelo Newcastle.

## Carreira
Schär fez parte do elenco da Seleção Suíça de Futebol nas Olimpíadas de 2012, na Copa de 2014, na Euro 2016 e na Copa de 2018.

## Títulos

### Basel
- Campeonato Suíço: 2012–13, 2013–14, 2014–15
- Uhrencup: 2013

### Newcastle
- Copa da Liga Inglesa: 2024–25